# Mazda2
Mazda2 este un automobil subcompact/supermini (segmentul B) produs și comercializat de Mazda din 2002, aflat în prezent la a treia generație. Un model entry-level al mărcii pe piețele din afara Japoniei, Mazda2 este poziționat sub Mazda3.
Toyota Yaris Hybrid este vândut în Europa sub numele Mazda2 din 2022, alături de cea de-a treia generație pe benzină, care a primit un facelift minor în 2023.